# 梅多沃农村居民点
梅多沃农村居民点（俄语：Медовское сельское поселение）是俄罗斯联邦沃罗涅日州博古恰尔区所属的一个农村居民点。其下辖有5个居民点，行政中心为杜布拉瓦。据2016年统计，该农村居民点的人口为1068人。